# معجم تشونغخوا الكبير للرموز الصينية

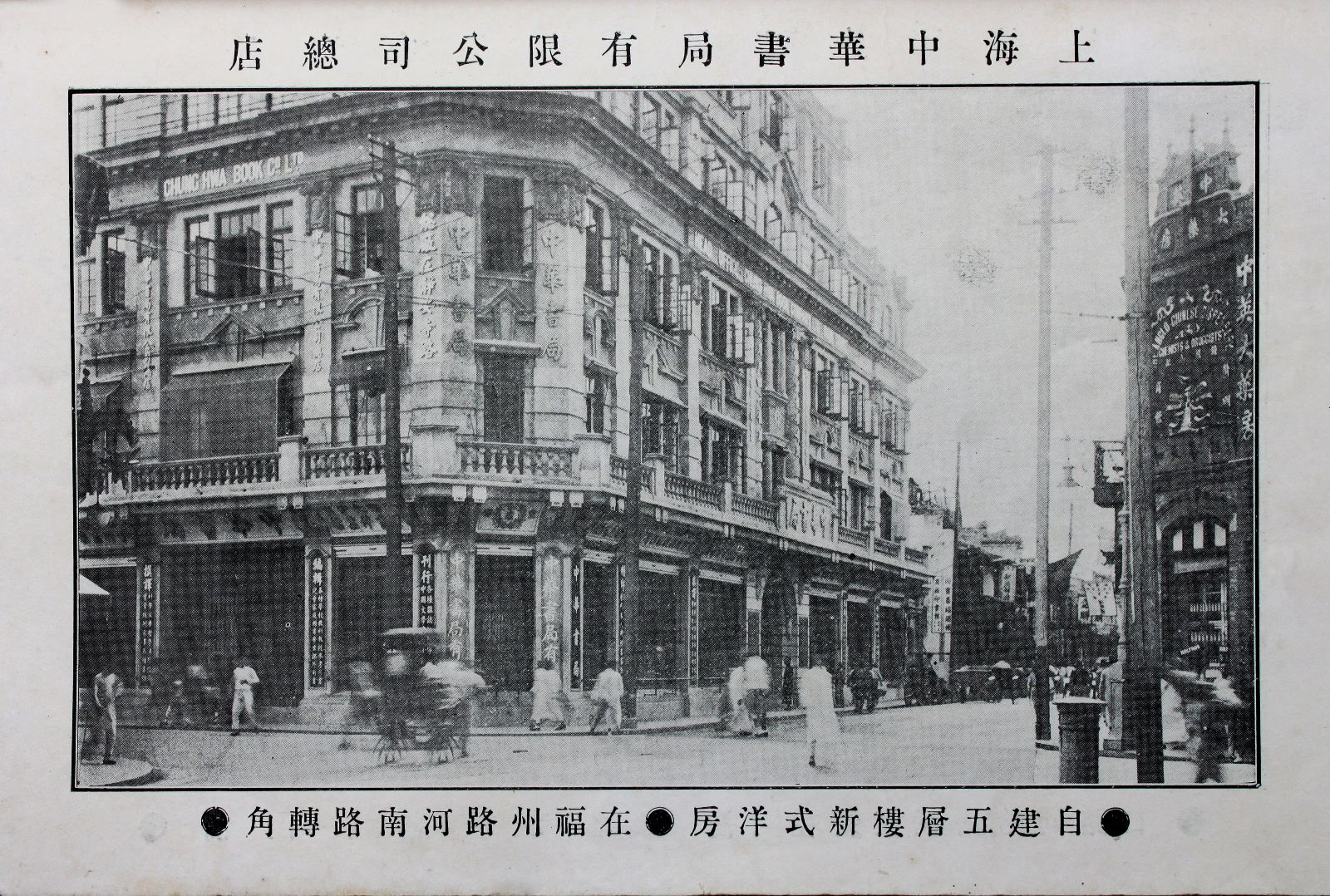
المقر الرئيسي لدار تشونغخوا للطباعة والنشر في شنغهاي عام 1916 (هي الدار التي أصدرت المعجم للمرة الأولى).

معجم تشونغخوا الكبير للرموز الصينية (بالصينية التقليدية: 中華大字典، بالصينية المبسطة: 中华大字典) هو معجم شامل للرموز الصينية، نُشر لأول مرة سنة 1915 في شنغهاي عبر دار تشونغخوا للنشر. تولّى تحرير المعجم كل من شو يوانغاو، ولوفي كوي، وأويانغ بوتسون. استند هذا المعجم في بنيته إلى معجم كانغ شي الصادر سنة 1716، واعتمد داخليًا على نظام الجذور الـ214 المعروف بجذور كانغشي. تضمّن إصدار عام 1915 أكثر من 48,000 مدخلا لرموز فردية، من ضمنها عدد كبير من الرموز المستحدثة خلال القرنين اللذين أعقبا صدور معجم كانغشي، مما جعله أكبر معجم للرموز الصينية في زمانه.
يتضمّن كل مدخل في معجم تشونغخوا الكبير طريقة نطق فانتشيه المستمدة من معجم جيون، إلى جانب النطق الحديث موضَّحًا برمز يُلفظ بنفس الطريقة، ومعانٍ متعددة، واقتباسات من نصوص الإتباعية، وأمثلة على تراكيب ثنائية يدخل فيها الرمز الذي مراد شرحه. يعد المعجم من أبرز المعاجم الصينية في زمانها وضوحا ودقتها من ناحية التعاريف, إذ تُرقَّم المعاني المختلفة بشكل مستقل، بدلًا من دمجها في عمود واحد كما هو الحال في المعاجم الصينية القديمة، مما يسهّل على القارئ التمييز بين المعاني المتعدّدة، خصوصًا وأن بعض الرموز قد تشتمل على ما يصل إلى أربعين معنًى مختلفًا. رغم إشادة الباحثين بشمولية هذا المعجم وحرصه الدقيق في باب التصنيف، فقد أشاروا أيضا إلى ثلاث ملاحظات أساسية: أولًا، إن الفهرس المرتَّب حسب عدد الضربات قد يكون غير عملي، إذ تُدرج فيه مثلًا 2189 رمزًا ضمن فئة الرموز ذات التسع ضربات, ثانيًا، تفتقر الهوامش إلى رموز إرشادية تُعين على تحديد موقع المدخل ضمن الجذر المناسب, وثالثًا، قد تُدرج التراكيب الثنائية تحت أي من الرمزين المكوِّنين، مما يعقّد عملية البحث عنها.